# Georg Stang (Politiker, 1880)

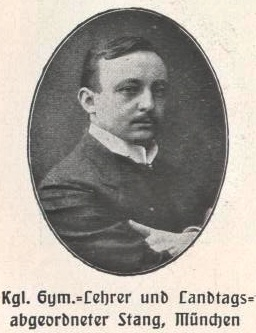
Georg Stang, 1912

Georg Stang (* 20. Februar 1880 in Amorbach, Unterfranken; † 10. Mai 1951 in Bad Kissingen, Unterfranken) war ein bayerischer Gymnasiallehrer und Politiker (Zentrum, BVP und CSU). Von 1929 bis 1933 und von 1950 bis 1951 amtierte er als Präsident des Bayerischen Landtags.

## Ausbildung und Beruf
Stang, Sohn eines Konditormeisters, absolvierte 1898 das humanistische Gymnasium in Münnerstadt. Er studierte an der Universität Würzburg und wurde dort Mitglied des K.St.V. Normannia Würzburg, wo er sehr engagiert mitarbeitete. 1902 und 1903 legte er die Staatsprüfungen in Altphilologie und Geschichte ab. Es folgten Stellungen als Gymnasiallehrer in Amorbach, Hof, Würzburg und München. 1944 wurde er von den Nationalsozialisten zwangspensioniert. Im Jahre 1946 wurde er Oberstudiendirektor am Wilhelmsgymnasium in München.

## Politische Laufbahn
Am 5. Februar 1912 wurde Georg Stang als Abgeordneter in den bayerischen Landtag gewählt. Im August 1912 trat er als Festredner beim Deutschen Katholikentag in Aachen auf. Von 1919 bis 1929 amtierte Stang als stellvertretender Vorsitzender Landtagsfraktion der Bayerischen Volkspartei (BVP).
1929 wurde er zum Präsidenten des bayerischen Landtags gewählt und 1932 in diesem Amt bestätigt. 1932 schloss Stang als Landtagspräsident die uniformierten nationalsozialistischen Abgeordneten für mehrere Sitzungen aus dem Parlament aus, nachdem diese trotz des in Bayern bis zum 30. September 1932 bestehenden Uniformverbots im Braunhemd mit Parteibinde dort erschienen waren und dies zu „schweren Tumultszenen“ geführt hatte.

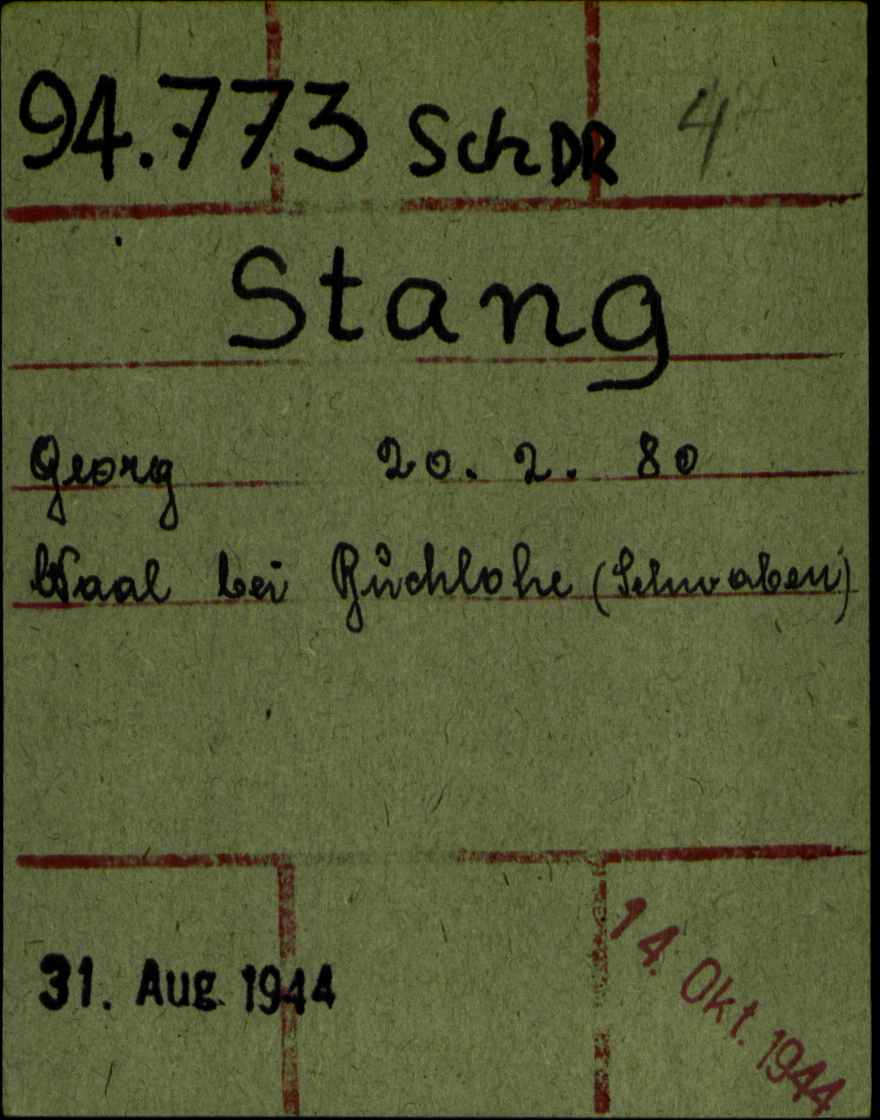
Registrierungskarte von Georg Stang als Gefangener im nationalsozialistischen Konzentrationslager Dachau

Nach der Machtübernahme der Nationalsozialisten 1933 verlor er sein Landtagsmandat und kam in sogenannte Schutzhaft im KZ Dachau, später ließ man ihn frei; 1944 erfolgte die erneute Inhaftierung in Dachau.
Nach Kriegsende wurde Stang von der US-Militärregierung zunächst als Landrat des Kreises Kaufbeuren eingesetzt und bei Wahlen im Jahr 1946 und 1948 als solcher bestätigt. Ende Februar 1946 wählte man ihn zum Präsidenten des Bayerischen Beratenden Landesausschusses, der in die am 30. Juni 1946 gewählte Bayerische Verfassunggebende Landesversammlung überging, und dann in den am 1. Dezember 1946 gewählten Bayerischen Landtag. Er war Vorsitzender des Staatshaushalts-Ausschusses sowie des Zwischenausschusses im Landtag.
Am 8. Februar 1950 wurde Stang als Nachfolger von Michael Horlacher Präsident des Bayerischen Landtags; am 11. Dezember 1950 (nach der Landtagswahl 1950) wählte der Landtag ihn erneut in dieses Amt. Am 10. Mai 1951 starb er während eines Kuraufenthalts.

## Ehrungen
Stang erhielt die Ehrendoktorwürde der Universität Würzburg und war Träger des Ritterkreuzes des päpstlichen Gregoriusordens. Ihm zu Ehren wurde in Amorbach eine Straße Georg-Stang-Ring benannt.